# Filippo Marinetti

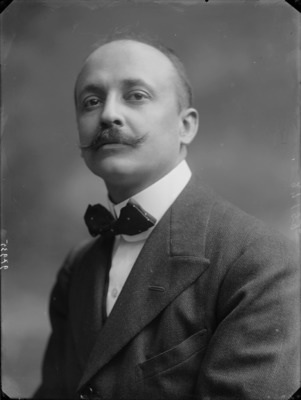
Marinetti door Mario Nunes Vais.

Filippo Tommaso Marinetti (Alexandrië (Egypte), 22 december 1876 - Bellagio (Italië), 2 december 1944) was de oprichter en voorman van het Italiaanse futurisme.

## Leven
Hij groeide op in Alexandrië (Egypte) en Parijs, maar ging daarna in Italië wonen, het land waar zijn beide ouders vandaan kwamen. Zijn vader, Enrico was een in Piëmont geboren advocaat en zijn moeder was de dochter van een literatuurprofessor uit Milaan. Ze verhuisden naar Egypte in 1895, op uitnodiging van Khediv Isma'il Pashi, om juridische adviseurs te worden voor buitenlandse bedrijven die deelnamen aan de modernisering van het land.
Zijn liefde voor literatuur ontwikkelde zich tijdens zijn schooljaren bij de jezuïeten. Zijn moeder was een groot lezer en introduceerde de jonge Marinetti in Italiaanse en Europese klassiekers.
Zijn vader stuurde hem naar Parijs om zijn baccalaureaat te halen, wat hij in 1893 deed. De dood van zijn broer, die in 1895 op eenentwintigjarige leeftijd overleed, was een trauma in het leven van Marinetti, die besloot zijn literaire roeping te vervullen. Vervolgens ging hij terug naar Pavia waar hij bij de rechtenfaculteit aan de universiteit in 1899 afstudeerde.
In 1902 overleed zijn moeder, Amalia Grolli, die hem van kinds af aan had aangemoedigd om poëzie te schrijven. Hij was een atheïst. In de Gazzette del Popolo (23 juni 1931) verklaarde Marinetti dat het niet nodig was om lid te zijn van de katholieke kerk om meesterwerken te maken. Hij stierf aan een hartaanval op 2 december 1944.

## Werk

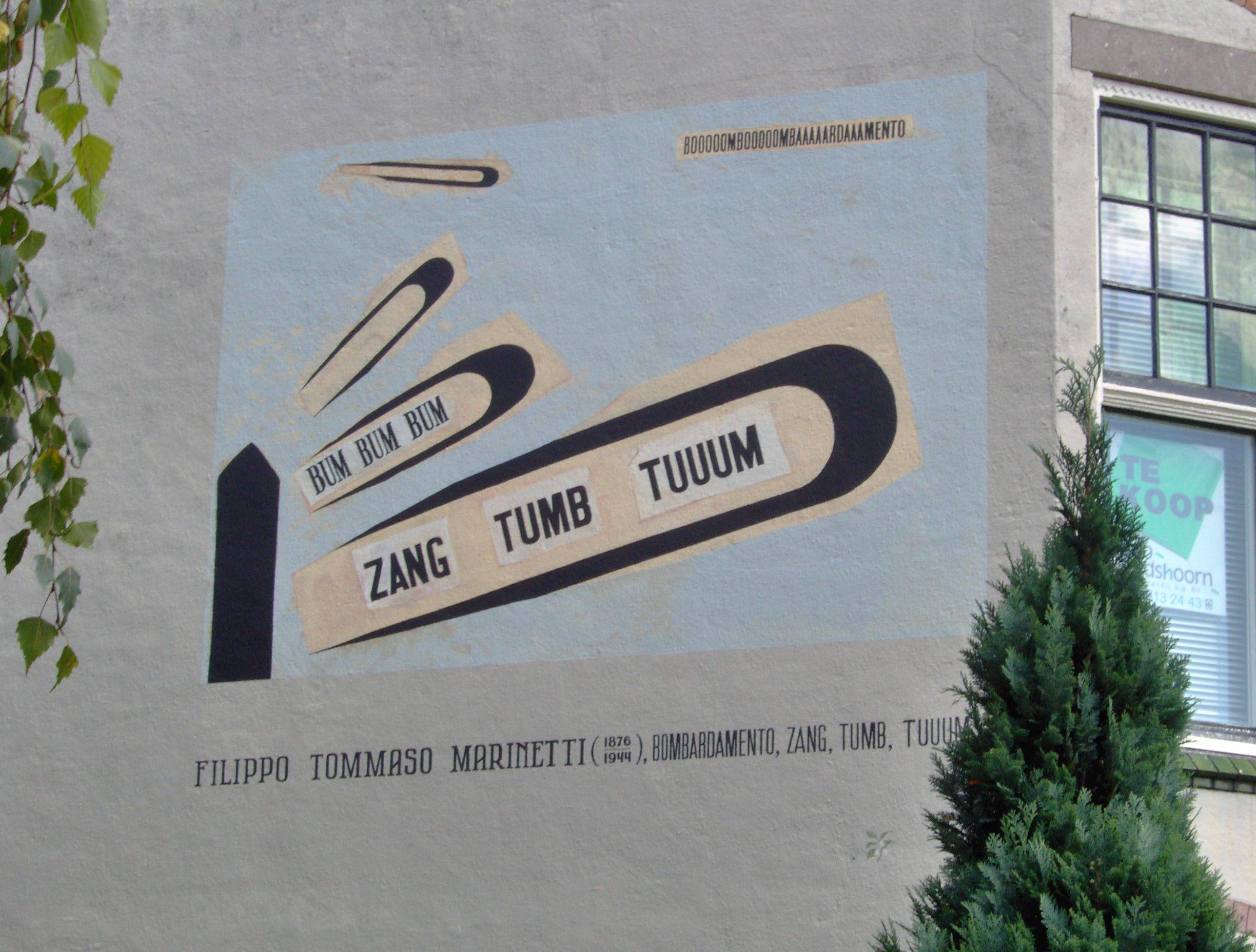
Gedicht Zang tumb tumb op een muur in Leiden

Vanaf de oprichting en het Manifest van het Futurisme dat in de Franse krant Le Figaro op 20 februari 1909 gepubliceerd werd, schreef hij talloze manifesten met een compleet futuristisch programma.
Kort na de verovering van Tripoli door het Italiaanse leger in de Italiaans-Turkse Oorlog (oktober 1911) brachten Marinetti en zijn futuristen het Tweede politieke Manifest van het Futurisme uit.  De manifesten beoogden een toekomst gedreven door strijd, aanval en beweging:
“Wij willen de oorlog verheerlijken – enige hygiëne van de wereld – net als het militarisme, het patriottisme, de verwoestende gebaren van de anarchisten, de Ideeën zo mooi om voor te sterven, en de minachting voor de vrouw.” 
Het beschreef nieuwe artistieke en literaire vormen als parole in liberta ("woorden in vrijheid" zonder bijvoorbeeld syntactische regels). Iedereen moest genieten van "de symfonie van granaatscherven" en de "vreemde beeldhouwwerken" die uit de bombardementen ontstaan. Deze vormen sloten volgens Marinetti aan bij de nieuwe maatschappij, die gekenmerkt wordt door dynamiek en machines. Op die manier droeg Marinetti bij aan het overal in Europa voor de Eerste Wereldoorlog in intellectuele in artistieke kringen groeiende oorlogsenthousiasme.
Na de oorlog werd Marinetti een fervent aanhanger van het fascisme. Hij schreef mee aan het Fascistisch Manifest van Benito Mussolini. Deze politieke keuze maakte Marinetti nog controversiëler dan hij op grond van zijn ideeën en optreden al was. Marinetti schreef gedichten die zijn mede-avant-gardisten weinig waardeerden. In Futurismo e Fascismo (Futurisme en fascisme), gepubliceerd in 1924, betoogde hij dat de fascistische ideologie de beste realisatie was van futuristische principes. 
Marinetti verwierf met zijn manifesten veel steun en aanhang. Zijn invloed beperkte zich niet tot de literatuur: Marinetti opperde ideeën over vakgebieden als beeldende kunst, film en fotografie. Deze manifesten schreef hij samen met andere kunstenaars. Marinetti's manifesten speelden een voorname rol bij de oprichting van het Poolse en Russische futurisme. Op 8-14 maart 1934 verbleef hij in Polen, waar hij Warschau, Lviv en Krakau bezocht.
- Bibsys: 90520227
- Biblioteca Nacional de Chile: 000144546
- Biblioteca Nacional de España: XX932847
- Bibliothèque nationale de France: cb11914598z (data)
- Catàleg d'autoritats de noms i títols de Catalunya: 981058529215206706
- CiNii: DA01668732
- Gemeinsame Normdatei: 118781936
- International Standard Name Identifier: 0000 0001 2118 4951
- Library of Congress Control Number: n79063253
- Nationale Bibliotheek van Letland: 000165155
- MusicBrainz: e9b99e65-a8de-4d07-8e2e-5bec9b72fb6f
- Bibliotheek van het Japanse parlement: 00552024
- Nationale Bibliotheek van Tsjechië: jn19990005406
- Nationale bibliotheek van Australië: 35328080
- Nationale Bibliotheek van Israël: 987007265058805171
- Nationale Bibliotheek van Polen: a0000001182297
- Nationale en Universitaire bibliotheek Zagreb: 000065057
- Nederlandse Thesaurus van Auteursnamen: 068677898
- Réseau des bibliothèques de Suisse occidentale: 02-A003562235
- RKD-Nederlands Instituut voor Kunstgeschiedenis: 105574
- Istituto Centrale per il Catalogo Unico: CFIV014630
- LIBRIS: 213573
- SNAC: w683426c
- Système universitaire de documentation: 027010295
- Trove: 913237
- Union List of Artist Names: 500125034
- Virtual International Authority File: 4933263
- WorldCat: E39PBJmHJtcGrx7wq4Vxvcm8G3